# Яроцький Ярослав Михайлович
Ярослав Михайлович Яроцький (біл. Яраслаў Яроцкі, нар. 26 березня 1996, Гродно, Білорусь) — білоруський футболіст, півзахисник футбольної команди «Динамо».

## Життєпис
Займатися футболом Яроцький розпочав у СДЮСШОР № 6 міста Гродно. Його першим напутником був Руслан Сакута.
У юнацькому віці переїхав у Мінськ і приєднався до місцевого «Динамо» де спочатку виступав у молодіжному складі. Згодом отримав пропозицію приєднатися до основної команди. За першу команду свій перший виступ Яроцький провів 15 вересня 2013 року, вийшовши на заміну під кінець зустрічі з «Гомелем». Вже в наступному своєму матчі він забив гол.